# Fournier bridé
Furnarius figulus
Espèce
Synonymes
- Turdus figulus Lichtenstein, 1823
(protonyme)

Statut de conservation UICN

 LC  : Préoccupation mineure
Le Fournier bridé (Furnarius figulus) est une espèce de passereaux de la famille des Furnariidae. Il a été décrit par Lichtenstein en 1823.

## Répartition
Le Fournier bridé est endémique du Brésil.